# Kutt Calhoun
Kutt Calhoun, nome artístico de Melvin Lewis Calhoun Jr. (1 de janeiro de 1977) é um rapper estadunidense originário de Kansas City.
Ele é conhecido nos EUA pelas parcerias musicais com os rappers Tech N9ne e Krizz Kaliko.
Durante sua carreira já lançou quatro álbuns de estúdio.

## Discografia
- B.L.E.V.E.
- Feature Presentation
- Raw and Un-Kutt
- Black Gold (2013)[2]